# Svartfläckat hedfly
Svartfläckat hedfly (Anarta melanopa) är en fjärilsart som först beskrevs av Carl Peter Thunberg 1791.  Svartfläckat hedfly ingår i släktet Anarta, och familjen nattflyn. Inga underarter finns listade i Catalogue of Life. Arten är reproducerande i Sverige. artens latinska namn var till september 2014 Hedula melanopa.

## Bildgalleri

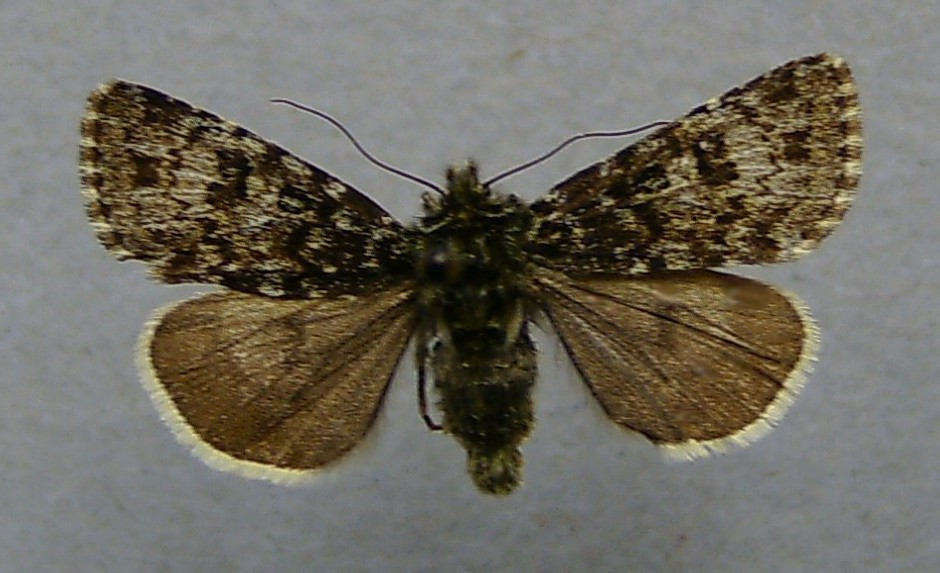